# Villar San Costanzo
Villar San Costanzo – miejscowość i gmina we Włoszech, w regionie Piemont, w prowincji Cuneo.
Według danych na rok 2004 gminę zamieszkiwały 1394 osoby, 73,4 os./km².